# Відносини між Німеччиною та Угорщиною
Відносини між Німеччиною та Угорщиною
Німеччина та Угорщина є членами Європейського Союзу, НАТО, ОЕСР, ОБСЄ, Ради Європи та Світової організації торгівлі. Німеччина має посольство в Будапешті. Угорщина має посольство в Берліні, два генеральних консульства (у Дюссельдорфі та Мюнхені) та дев'ять почесних консульств (у Бремергафені, Ерфурті, Гамбурзі, Нюрнберзі, Шверіні, Дрездені, Ессені, Франкфурті та Штутгарті). Угода між Федеративною Республікою Німеччина та Угорською Республікою про «Дружнє співробітництво і партнерство в Європі», укладена 6 лютого 1992 року, є одним з основних наріжних каменів сучасних двосторонніх відносин.
У вересні 1989 року Угорщина встановила важливий маркер для майбутніх двосторонніх відносин, коли відкрила свій кордон з Австрією для біженців зі Східної Німеччини, зробивши таким чином особливий внесок у возз'єднання Німеччини (1990) та політичну трансформацію в Центральній та Східній Європі. [Увечері 10 вересня 1989 року Мадярське телебачення повідомило, що уряд Угорщини вирішив відкрити кордон опівночі. За три тижні до цього на австрійсько-угорському кордоні біля Сопрону відбувся Пан'європейський пікнік, під час якого близько 660 громадян Східної Німеччини скористалися можливістю перетнути «залізну завісу». 25 серпня 1989 року прем'єр-міністр Угорщини Міклош Немет та міністр закордонних справ Дьюла Горн таємно відвідали канцлера ФРН Гельмута Коля та міністра закордонних справ Ґеншера.

## Історія
Арнульф I Баварський підтримував союз з угорцями до своєї смерті у 899 р. Під час своїх походів після завоювання Карпатського басейну угорці не зупинялися ні на річці Морава, ні на західному кордоні Паннонії, але проникли вглиб території Баварії аж до річки Еннс. [Під час битви при Прессбурзі 4 липня 907 року баварське військо було розбите угорцями. Битва при Лехфельді (10 серпня 955 року) стала вирішальною перемогою Оттона I Великого, короля германців, над угорськими вождями. Поразка фактично поклала край мадярським набігам на Захід.
Побоюючись винищувальної війни, Геза Угорський (972—997) запевнив Оттона II, що угорці припинили свої набіги, і попросив його надіслати місіонерів. 10] Оттон погодився, і в 975 році Геза та кілька його родичів були охрещені в Римо-католицькій церкві. 10] Геза використав німецьких лицарів та своє становище вождя найбільшого угорського клану для відновлення сильної центральної влади над іншими кланами. [Зв'язки Угорщини із Заходом зміцнилися в 996 році, коли син Гези, Стефан I Угорський, одружився з принцесою Жизель Баварською, сестрою імператора Генріха II. Напередодні Першої світової війни мюнхенський археолог виявив її могилу в церкві монастиря Нідернбург, яка відтоді стала місцем паломництва для угорських віруючих.
Трансільванія була завойована і колонізована — окрім секелів — німецькими саксами в одинадцятому і дванадцятому століттях. 10] У 1241-42 роках монголи перетворили на попіл угорські міста і села і вбили половину населення. Угорський король Бела IV заселив країну хвилею іммігрантів, перетворивши королівські замки на міста і заселивши їх німцями, італійцями та євреями. Угорські королі прагнули поселити німців на незаселених територіях країни.
Сигізмунд, імператор Священної Римської імперії, з 1387 по 1437 рік був також королем Угорщини. Хоча економіка Угорщини продовжувала процвітати, витрати Сигізмунда перевищували його доходи. Наприкінці правління Сигізмунда почалися соціальні заворушення внаслідок збільшення податків. Перше селянське повстання в Угорщині було швидко придушене, але воно спонукало угорську та німецьку знать Трансільванії створити Союз трьох націй, який був спробою захистити свої привілеї від будь-якої влади, окрім короля.
18 столітті, за часів правління Карла VI та Марії Терезії, Угорщина переживала економічний занепад. Століття османської окупації, повстань і воєн призвели до того, що населення Угорщини різко скоротилося, а значна частина південної половини країни була майже безлюдною. Виникла нестача робочої сили, і Габсбурги закликали до Угорщини, серед інших, німецьких селян.
У 19 столітті поразка Пруссії від Австро-Угорщини стала головною прелюдією до об'єднання Німецької імперії у 1871 році.
Під час Першої світової війни обидві країни були союзниками як Центральні держави. Після того, як Німеччина анексувала Австрію в 1938 році, країни мали спільний кордон. Спочатку обидві країни були союзниками під час Другої світової війни, хоча Угорщина виступила проти і відмовилася брати участь у вторгненні Німеччини в Польщу, з якого почалася війна. Однак у 1944 році Угорщина також потрапила під німецьку окупацію.
Рішення Угорщини 1989 року відкрити кордони з Австрією, щоб допомогти східнонімецьким біженцям втекти до Західної Німеччини, стало ключовим фактором у підготовці до возз'єднання Німеччини. Незважаючи на це, у 1990-х роках Німеччина виступала проти вступу Угорщини та інших центральноєвропейських країн до НАТО, згідно з архівними документами Міністерства закордонних справ Німеччини, оприлюдненими у 2022 році. Німеччина, проводячи проросійську політику, намагалася відмовити ці країни від вступу до НАТО під час конфіденційних дискусій, а також намагалася переконати інші країни-члени проти їхнього членства в НАТО. Зрештою, Угорщина вступила до НАТО у 1999 році.

## Економічні відносини
Німеччина є найважливішим зовнішньоторговельним партнером Угорщини, як покупець, так і постачальник. Німеччина є однією з країн, з якими Угорщина має позитивне сальдо торговельного балансу.
Німецька допомога Угорщині між 1990 і 1995 роками склала 5 мільярдів німецьких марок, кредити та допомога відображали привілейоване ставлення до Угорщини в регіоні.
Німеччина також є провідним іноземним інвестором в Угорщині: наприкінці 2005 року на німецькі компанії припадало близько 28 відсотків усіх прямих іноземних інвестицій в Угорщину. Лише у 2005 році Німеччина інвестувала або реінвестувала в Угорщину близько 1,2 мільярда євро. В Угорщині існує понад 7000 компаній, створених частково або повністю за участю німецького капіталу.  Однією з найважливіших ділових зв'язків є Німецько-Угорська промислово-торговельна палата в Будапешті, яка представляє інтереси понад 900 компаній-членів з обох країн.  Переважна більшість (75 %) німецьких інвесторів дуже задоволені своєю діяльністю в Угорщині і готові інвестувати туди знову, як показало економічне опитування, проведене Палатою.
Audi побудувала найбільший завод з виробництва двигунів в Європі (третій за величиною у світі) в Дьйорі, ставши найбільшим угорським експортером із загальним обсягом інвестицій понад 3300 млн євро до 2007 р. Працівники Audi збирають в Угорщині Audi TT, Audi TT Roadster та A3 Cabriolet. 17] Завод постачає двигуни для автовиробників Volkswagen, Skoda, Seat, а також для Lamborghini..
Daimler-Benz інвестує 800 мільйонів євро (1,2 мільярда доларів) і створює до 2 500 робочих місць на новому складальному заводі в Кечкеметі, Угорщина з потужністю виробництва 100 000 компактних автомобілів Mercedes-Benz на рік.
Opel виготовив 80 000 автомобілів Astra та 4 000 автомобілів Vectra з березня 1992 до 1998 року в місті Сентготхард, Угорщина. Сьогодні завод виробляє близько півмільйона двигунів та головок циліндрів на рік.

## Автомобільні дослідження
Провідні автомобільні виробники, включаючи Audi, Bosch, Knorr-Bremse і ThyssenKrupp, створили науково-дослідні центри в Угорщині: .
- Audi — Дьйор: розробка двигунів
- Bosch — Мішкольц: розробка електронних ручних інструментів
- Bosch — Будапешт: електронні розробки
- Continental Teves — Веспрем: розробка електронних приладів для автомобілів
- DHS Dräxlmaier — Ерд: проектування салону автомобіля
- EDAG — Дьйор: розробка вузлів транспортних засобів
- Knorr-Bremse — Будапешт: розробка електронної гальмівної системи
- Continental Temic — Будапешт: розробка автомобільної електроніки
- ThyssenKrupp — Будапешт: розробка електронного рульового управління
- WET — Пілішентіван: розробка електронних вузлів

## Культурні відносини
Німеччина та Угорщина тісно співпрацюють у сфері культури та освіти. Метою є популяризація німецької мови, академічних та шкільних обмінів і культурних заходів.
Німецька мова відіграє важливу роль в освітньому та економічному секторах Угорщини. Інститут Гете в Будапешті, який відсвяткував своє 20-річчя у 2008 році, пропонує широкий спектр курсів і тісно співпрацює зі школами Угорщини. Існують також численні програми, спрямовані на популяризацію німецької мови серед етнічної німецької меншини в Угорщині. [У Будапешті заснована в 1992 році гімназія імені Томаса Манна є міжнародною школою, яку також відвідують угорці Німецький атестат зрілості та вступні іспити до угорських університетів можна скласти в Ungarndeutsches Bildungszentrum (Освітній центр для етнічних німців в Угорщині) у місті Бая.
Угорська література популярна в Німеччині, найбільшого успіху досягли твори Петера Естергазі, Петера Надаша, Шандора Марая, Антала Щерба та Імре Кертеша.
У 1924 році в Берліні було засновано Угорський колегіум (Collegium Hungaricum). Після 1945 року він припинив свою діяльність і був відновлений у 1973 році, а з 2000 року — під старою назвою. У Штутгарті також існує Угорський культурний центр, філія Інституту Баласса. У Веймарі та Байройті є музеї, присвячені угорському композитору та піаністу Ференцу Лісту, а в Байройті, де він помер, знаходиться його надгробна каплиця.

## Освіта
У Будапешті є німецька міжнародна школа — гімназія Томаса Манна.

### Освіта на академічному рівні
Щороку тисячі угорців виїжджають до Німеччини на навчання та наукові обміни. Німецька служба академічних обмінів (DAAD) та Фонд Роберта Боша надають для цього стипендії.
Будапештський університет німецької мови ім. Андраші Дьюли відіграє ключову роль у німецькій зовнішній культурній та освітній політиці в Угорщині.